# 1702 Kalahari
1702 Kalahari è un asteroide della fascia principale del diametro medio di circa 32,7 km. Scoperto nel 1924, presenta un'orbita caratterizzata da un semiasse maggiore pari a 2,8588324 UA e da un'eccentricità di 0,1394155, inclinata di 9,95160° rispetto all'eclittica.
L'asteroide prende il nome dal deserto dei Kalahari, in Namibia.